# Макклиъри
Макклиъри (на английски: McCleary) е град в окръг Грейс Харбър, щата Вашингтон, САЩ. Макклиъри е с население от 1454 жители (2000) и обща площ от 4,7 km². Намира се на 84 m надморска височина. ЗИП кодът му е 98557, а телефонният му код е 360.